# 沙爹大樓

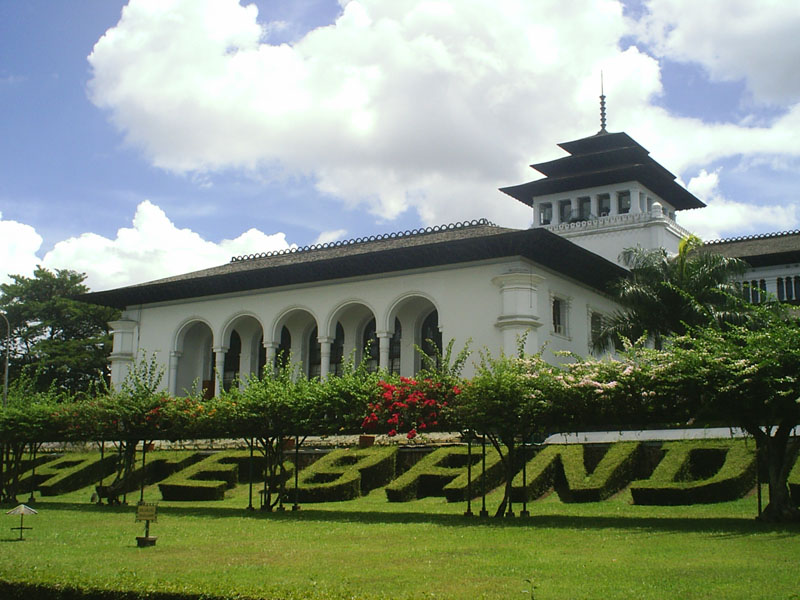
南側

萬隆省府大樓是位於印尼西爪哇省萬隆市的公共建築。由荷蘭建築師J.Gerber基於新古典主義並採用當地的印度尼西亞元素（如印度教、佛教元素）而設計，為荷屬東印度群島國有企業部門。該建築竣工於1920年。目前是西爪哇省省長的辦事處，它同時也是一間博物館。 
它較常見的名稱是格東·沙特（Gedung sate），印尼語字面上的意思是「沙爹大樓」，指的是建築物中央尖峰形似於印度尼西亞傳統菜餚沙爹。 建築中央頂峰由六個球體組成，代表六百萬印度盾的建設資金。 